# Schweizer Badmintonmeisterschaft 2006
Die Schweizer Badmintonmeisterschaft 2006 fand vom 3. bis zum 5. Februar 2006 in Adliswil in der Turnhalle Tüfi statt. 

## Finalergebnisse
| Disziplin    | Sieger                                | Finalist                         | Ergebnis         |
| ------------ | ------------------------------------- | -------------------------------- | ---------------- |
| Herreneinzel | Olivier Andrey                        | Christian Bösiger                | 9:15 15:13 15:7  |
| Dameneinzel  | Jeanine Cicognini                     | Corinne Jörg                     | 11:1 11:1        |
| Herrendoppel | Christian Bösiger Michael Andrey      | Stefan Arnet Markus Arnet        | 15:4, 15:10      |
| Damendoppel  | Jeanine Cicognini Ornella Dumartheray | Corinne Jörg Sabrina Jaquet      | ohne Kampf       |
| Mixed        | Anthony Dumartheray Sabrina Jaquet    | Jean-Michel Zürcher Corinne Jörg | 15:12 12:15 15:8 |